# Asedio de Modugno
El Asedio de Modugno del 1799 forma parte de la reacción Sanfedista que se produjo en el sur de Italia después de la proclamación de la República Partenopea. El bando sanfedista estaba constituido principalmente por habitantes que defendían la figura del rey, todavía sacra, de los cambios revolucionarios introducidos por los franceses. Entre las primeras ciudades puglienses en ser agredidas por este bando se encontraba Modugno, considerada adversaria por haberse adherido a la República bajo la presión del comité de Bari. Entre la multitud formado por 14.000 personas, se encontraban mujeres y niños. Pero en el combate participaron unas 4.000 personas, de las que 500 estaban armados de fusiles. La defensa modugnese, que podía contar con sólo 120 hombres colocados en las terrazas de las casas, duró de las 6 de la mañana hasta las dieciséis horas, cuando los Sanfedistas desistieron sin conseguir provocar daños. Durante la jornada de aquella resistencia, ya de por sí excepcional, se recuerda un hecho extraordinario: los Sanfedistas vieron en el techo de una habitación una mujer con un pañuelo en la mano, que fue identificada como la Virgen de las Angustias, o Madonna Addolorata en Italiano, aparecida en favor de los defensores. 

## Antecedentes
En 1789, estalló la revolución en Francia, causada por las nuevas ideas de libertad. Los monarcas de toda Europa veían con creciente preocupación la difusión de las ideologías revolucionarias, y en 1792 se aliaron con el fin de contener a la Francia revolucionaria. También formaba parte de dicha coalición el  rey de Nápoles, Fernando IV, que, si bien se había mostrado como un soberano ilustrado durante el primer periodo de su reinado, había cambiado radicalmente su actitud hacia los liberales tras el estallido de la Revolución francesa y, especialmente, después de la decapitación de Luis XVI. Desde entonces, Fernando adoptó una dura política de represión contra aquellos a quienes se definía como "jacobinos", en referencia a los Jacobinos franceses, los revolucionarios más radicales.

### La creación de las repúblicas napoleónicas
En 1796, tomó el mando de la armada italiana al joven Napoleón Bonaparte que consiguió derrotar a sus propios enemigos e instauró nuevas repúblicas basándose en el modelo francés: la República Cispadana, la República Cisalpina e la República Ligur. Fernando IV, seriamente preocupado por el transcurso de los acontecimientos, decidió reforzar su propio ejército. Las autoridades provinciales presionaron a los municipios para que realizaran "donaciones espontáneas" al monarca: el ayuntamiento de Modugno se reunió el 30 de junio de 1796 para decidir si enviar al monarca su propia contribución.
En 1798, el general Louis Alexandre Berthier ocupó los Estados Pontificios mandando al exilio al Papa Pío VI y dando vida a la República Romana. Fernando IV, viendo acercarse cada vez más la amenaza francesa, ordenó la movilización de todos los hombres de entre 17 y 40 años. Mientras tanto, el rey de Nápoles decidió adherirse a la Segunda Coalición. El 2 de agosto de 1798 fue a Modugno el capitán Tommaso de Gemmis Maddalena, con el fin de crear entusiasmo entre la población y de recoger las solicitudes de los modugneses que quisieran alistarse. 36 hombres formaron el contingente modugnese: se les asignó la defensa de la ciudad de Sessa Aurunca, situada en la frontera con la República Romana. La Universidad de Modugno (el equivalente a la junta de gobierno municipal actual) decidió facilitar el transporte de las tropas y destinó 205 ducados para los gastos necesarios. 

### La fuga de Fernando IV
El ejército de Fernando IV, bajo el mando de Karl Mack von Leiberich, invadió la República Romana consiguiendo llegar a Roma. Pero esta victoria fue solo una ilusión ya que los acontecimientos sucesivos se volvieron contra los napolitanos. En medio a un caos general, Fernando huye de Nápoles el 21 de diciembre de 1798 en la embarcación del almirante Horatio Nelson refugiándose en Sicilia. 
El reino cayó en una situación de anarquía y, disuelta la policía borbónica, los deliquentes de todo tipo tenían vía libre. Cuando llegó a Modugno la noticia de robos y agresiones ocurridos a poca distancia del núcleo urbano, se decidió tener cerradas las puertas de la ciudad de día y de noche, como se había hecho en otras ciudades de la provincia. Sin embargo, las murallas, debido a su lamentable estado de conservación, no conseguían ejercer su función y era posible entrar y salir de la ciudad aun cuando las puertas estaban cerradas. El encargado del mantenimiento de la muralla era Saverio Lepore, el cual hacía tiempo que no se ocupaba de su labor a pesar de que cobraba 25 ducados al año. Debido a la urgencia de la situación decidieron llevar a cabo reparaciones cogiendo el dinero necesario de los fondos destinados al mantenimiento de las calles.

### La República Partenopea
El general francés Championnet ocupó Nápoles el 23 de enero de 1799 y, con la ayuda de los patriotas locales, instauró la República Partenopea. El nuevo gobierno dispuso que todas las ciudades y pueblos proclamasen su adhesión a la República: los comisarios republicanos llegaron a Apulia a principios del mes de febrero instaurando las "juntas municipales", siguiendo el modelo francés, plantando en las plazas el "árbol de la libertad" y organizando fiestas en los lugares donde izaba la bandera tricolor de la recién nacida República (azul, amarillo y rojo).
El 4 de febrero de 1799 llegó a Bari desde Nápoles Pompei Bonazzi, originario de Bari y ferviente defensor de la República, con la misión de instaurar en Bari el comité republicano que, el 6 de febrero, envió a Modugno al médico modugnese residente en Bari Luigi Faenza, el cual presentó una carta por la que se obligaba plantar el árbol de la libertad y se recomendaba a los ciudadanos, de forma un tanto intimidatoria, que se pusieran el gorro frigio o la insignia tricolor. Ese mismo día, por el temor a las duras penas con las que amenazaba la carta, los modugneses plantaron un árbol decorado con cintas tricolores coronado por un gorro rojo como símbolo de la libertad en Piazza Sedile.

## La reacción sanfedista
Debido a los enfrentamientos bélicos entre los ejércitos de la segunda coalición y el de la Francia revolucionaria, fue necesaria la intervención en las regiones de la Italia Septentrional de las tropas francesas destinadas en Nápoles, que tuvieron que dejar en manos de los patriotas la defensa de la República Partenopea. De esta situación se beneficiaron los defensores de la antigua monarquía borbónica, a los que se denominó "sanfedistas" porque proclamaban su deseo de defender la Santa Sede y al Rey.
El primer semestre de 1799 fue un periodo de grave crisis y de profundo caos en todo el Reino de Nápoles, especialmente en Apulia. Durante dicho periodo se distinguen cuatro fases:
Fase 1. Durante el mes de febrero, se verificaron disturbios en todas las comunidades ciudadanas entre aquellos que defendían la monarquía borbónica y los que apoyaban la república "afrancesada";
Fase 2. Durante el mes de marzo, grupos de hombres armados iban de las localidades "sanfedistas" a aquellas que defendían la república "afrancesada", para llevar a cabo expediciones de castigo contra las ciudades "republicanas" o consideradas como tales;
Fase 3. Entre finales de marzo y abril, hubo una reacción republicana caracterizada por venganzas y saqueos perpetrados por tropas francesas llegadas a Apulia desde Nápoles para combatir a los sanfedistas;
Fase 4. Desde mayo a junio, las tropas monárquicas fueron superiores, y con la ayuda de las bandas sanfedistas, restauraron en todo el reino la monarquía borbónica.
Casi todo el gremio popular de agricultores y braceros era pro-borbónico, más que por ideales propios, por tradición monárquica y por la incapacidad de comprender el verdadero significado de los acontecimientos que se estaban sucediendo. Por lo general, el gremio de los artesanos se mantuvo en una posición neutral. Entre los exponentes del clero no hubo una reacción uniforme: algunos eclesiásticos se adhirieron con entusiasmo a las nuevas ideas de igualdad y libertad llegadas con la revolución, mientras que otros religiosos compartían la visión monárquica del pueblo hasta el punto de unirse a los grupos sanfedistas formados para combatir con las armas a los franceses y sus ideas revolucionarias. Paradójicamente, fue entre la nobleza y la alta burguesía donde se registró el mayor número de adhesiones a los principios de la Revolución francesa.
- Datos: Q926615